# Itunduru
Itunduru ist ein Verwaltungsbezirk (englisch Ward) des Distrikts Igunga in der tansanischen Region Tabora.

## Geografie
Itunduru ist ein ländlicher Bezirk im westlichen Teil des zentralen Hochlands von Tansania, etwa 30 Kilometer Luftlinie nordwestlich der Distrikthauptstadt Igunga. Bei der Volkszählung 2022 lebten 16.290 Menschen in 1993 Haushalten auf einer Fläche von 201 Quadratkilometern.

Der Bezirk grenzt an sieben Bezirke des Distrikts Igunga:
| Kinungu   | Igurubi                                     | Mwamakona  |
| Ntobo     | Kompassrose, die auf Nachbargemeinden zeigt | Mwamashiga |
| Nyandekwa | Nanga                                       |            |

## Gliederung
Der Bezirk besteht aus vier Gemeinden (swahili Mtaa) mit 20 Orten (Kitongoji):
| Itunduru - Madukani - Mabambasi - Chonja - Darajani - Mianduitandatu | Mibuyumiwili - Mibuyumiwili - Langalanga - Mwamaguku - Sekondari | Kagongwa - Usulwa - Imalaseko A - Imalaseko B - Mwamashimba - Kagongwa | Mwabalaturu - Madukani - Usawangoko - Ndalwe - Kagera - Mwajisonja - Mabambasi |

## Infrastruktur
- Bildung: Die Itunduru Secondary School ist eine staatliche weiterführende Tagesschule mit einer Ausbildung bis zur 4. Stufe.[7]
- Gesundheit: In den Gemeinden Itunduru[8] und Kagongwa[9] liegt je eine staatliche Apotheke.